# Лабунская, Анжелика Викторовна
Анжелика Викторовна Лабунская (род. 2 ноября 1967, Киев) — украинский юрист и общественный деятель, правозащитница. Народный депутат Украины V—VII, IX созывов.

## Родители
Мать — Лабунская Михалина Петровна, родилась 8 июня 1946 года. Родом из Фастова, Киевская область. По специальности юрист.
Отец — Лабунский Виктор Григорьевич, родился 5 января 1946 года. Родом из с. Высокое, Брусиловского району, Житомирской области. По специальности строитель.

## Образование
С 1975 года училась в средней школе № 202 г. Киева, которую с отличием окончила в 1985 году. Принимала участие и была победителем местных и общегосударственных олимпиад.
С 1991 года заочно училась в Киевском государственном университете им. Т.Г. Шевченко на юридическом факультете по специальности «Правоведение», который закончила в 1996 году. В период обучения на юридическом факультете закончила спецкурс по специальности «Финансовое право». Параллельно с учёбой воспитывала ребёнка и работала.

## Работа и карьера
С октября 1985 по январь 1986 года работала в должности секретаря судебного заседания в Жовтневом районном суде г. Киева.
С января 1986 по декабрь 1989 года занимала должность бухгалтера-претензиониста на Киевской базе «Укоопторггалантерея».
В декабре 1989 года была принята на должность лаборанта юридического факультета в Киевский государственный университет им. Т. Г. Шевченко, где работала по июнь 1992 года.
С июня 1992 по май 1993 года занимала должность юрисконсульта Ощадбанка Украины.
В июле 1993 года была принята на должность старшего юрисконсульта в Укргосстрах «Оранта», где работала до декабря 1993 года.
С декабря 1993 по февраль 1994 года назначена на должность начальника юридического отдела ОАО «Банкирский Дом».
С февраля 1994 по сентябрь 1995 года занимала должность заместителя Председателя Правления АКБ «Аскольд».
С октября 1995 по июль 1996 года работала на должности начальника юридического управления КБ «Финансы и Кредит».
С июля 1996 по август 2002 года занимала должность начальника юридического отдела АО «Финансы и Кредит».
С августа 2002 по апрель 2006 года занимала должность директора ООО "Юридическая компания «Финансы и Кредит Лекс», по совместительству работала на должности начальника юридического управления ВАТ «Прогресс».

## Депутатская деятельность
- С мая 2006 по июнь 2007 года — народный депутат Украины V созыва от Блока Тимошенко, № 88 в списке. Член Комитета Верховной Рады Украины по вопросам верховенства права и правосудия.
- С октября 2007 по октябрь 2012 года — народный депутат Украины VI созыва от Блока Тимошенко, № 88 в списке. С декабря 2007 года избрана на должность секретаря Комитета Верховной Рады Украины по вопросам верховенства права и правосудия.

На протяжении депутатской каденции входила в следующие депутатские группы
Член группы по межпарламентским связям с Австрийской Республикой.
Член группы по межпарламентским связям с Соединенным Королевством Великобритании и Северной Ирландии.
Член группы по межпарламентским связям с Чешской Республикой.
Член группы по межпарламентским связям с Федеративной Республикой Германия.
Член группы по межпарламентским связям с Японией.
Член группы по межпарламентским связям с Соединенными Штатами Америки.
Также входила в Межфракционное депутатское объединение «Равные возможности», в рамках которого принимала активное участие в мероприятиятиях, направленных на защиту прав детей и противодействие насилия в семье.
- С декабря 2012 года по ноябрь 2014 года — народный депутат Украины VII созыва, внефракционная. Избрана по одномандатному мажоритарному округу № 63 (Житомирская область). За неё проголосовало 25,37 % избирателей. Второе место было за представителем провластной Партии регионов Александром Ревегой. За него проголосовало 15,84 %. Среди других кандидатов по 63 округу — Павел Жебровский, Николай Петренко, Святослав Пискун, Валентина Семенюк-Самсоненко, Владимир Каплиенко, Татьяна Елизарова и т. д.

С декабря 2012 года — член Комитета Верховной Рады Украины по вопросам верховенства права и правосудия; Глава подкомитета по вопросам гражданского, хозяйственного, административного судопроизводства, адвокатуры и исполнения решений Европейского суда по правам человека. С мая 2013 — глава подкомитета по вопросам адвокатуры и выполнения решений ЕПСЧ комитета по вопросам верховенства права и правосудия.
На протяжении депутатской каденции входила в следующие депутатские группы
Член межфракционного депутатского объединения «Равные возможности».
Член межфракционного депутатского объединения в Верховной Раде Украины VII созыва «За отечественных промышленников и предпринимателей — работодателей Украины».
Член Временной следственной комиссии Верховной Рады Украины по вопросам расследования фактов нарушения законодательства Украины при осуществлении государственных закупок, неэффективного использования государственных средств и злоупотребления служебным положением со стороны должностных лиц Министерства здравоохранения Украины, других государственных предприятий, учреждений и организаций в сфере охраны здоровья и фармацевтической отрасли.
Член группы по межпарламентским связям с Французской Республикой
Член группы по межпарламентским связям с Швейцарской Конфедерацией
Член группы по межпарламентским связям с Соединенным Королевством Великобритании и Северной Ирландии
Член группы по межпарламентским связям с Федеративной Республикой Германия
Член группы по межпарламентским связям с Республикой Болгария
Член группы по межпарламентским связям с Королевством Таиланд
Член группы по межпарламентским связям с Греческой Республикой
Член группы по межпарламентским связям с Японией
Член группы по межпарламентским связям с Канадой
Член группы по межпарламентским связям с Грузией
Член группы по межпарламентским связям с Китайской Народной Республикой
Законодательная деятельность
769- VII — Закон Украины «О внесении изменений в некоторые законы Украины (относительно отдельных вопросов судоустройства и статуса судей)» (в соавторстве)
1191- VII — Закон Украины «О внесении изменений в Налоговый кодекс Украины (относительно отмены утилизационного сбора и акциза по переоборудованию транспортного средства)» (в соавторстве). Данный законопроект был принят Верховной Радой Украины после масштабных акций протеста, которые провели в Киеве и других городах Украины предприниматели, пострадавшие от введения сбора и акциза. В частности, улицы блокировали работники сферы переоборудования автомобилей из Житомирской, Львовской, Тернопольской, Ивано — Франковской, Одесской, Закарпатской областей. После многочисленных акций протеста 8 апреля 2014 законопроект был проголосован. 18 апреля 2014 был опубликован в газете «Голос Украины».
1188- VII — Закон Украины «О восстановлении доверия к судебной системе Украины» (в соавторстве). Находясь в процессе разработки законопроект получил широкую поддержку общественности из-за положений относительно переизбрания председателей и заместителей председателей судов всех уровней, а также из-за возможности привлечения к ответственности судей, которые нарушили присягу в процессах над активистами Евромайдана и Автомайдана. Отметим, что существовало несколько альтернатив данного законопроекта, но при обсуждении с представителями офиса Совета Европы на Украине был предложен единый согласованный со всеми сторонами текст. Кроме того Венецианская комиссия дала положительную характеристику обновленному текста законопроекта. Ряд комментариев были учтены в окончательной проголосованной редакции Закона.
- На внеочередных выборах Президента Украины в мае 2014 года была доверенным лицом кандидата на пост Президента Украины Петра Порошенко по территориальному округу № 68 (Житомирская обл., г. Андрушевка)[6].
- На внеочередных парламентских выборах 25 октября 2014 года по одномандатному мажоритарному округу № 63 (Житомирская область) заняла 3-е место с 22,97 % избирателей, проиграв выборы Александру Ревеге (победитель) и Павлу Жебровскому.
- На местных выборах 25 октября 2015 года стала депутатом Житомирского областного совета, возглавив список партии «Батькивщина». С 11 ноября 2015 года — Председатель Житомирского областного совета.

## Факты
- Законопроект Анжелики Лабунской о лечении заключенных за границей, который должен был выполнить требования ЕС накануне Вильнюсовского саммита по освобождению Юлии Тимошенко получил одобрение представителей наблюдательной миссии ЕС на Украине Пэта Кокса и Александра Квасневского[7]. Правящая коалиция не поддержала ни один из с законопроектов, в том числе авторства Лабунской, по лечению Юлии Тимошенко за границей. Именно позиция провластной Партии регионов по внешнеполитическому курсу стала катализатором масштабных акций протеста Евромайдан.
- Изначально объявила о поддержке акции Евромайдана, которые проходили на протяжении ноября — февраля 2013—2014 гг на Украине. Оказывала значительную финансовую и юридическую помощь пострадавшим.
- Была одной из тех депутатов, которые помогали раненым после первых вооруженных столкновений возле здания Верховной Рады 19 февраля 2014/ Была среди первых депутатов, которые начали заседание Верховной Рады Украины 20 февраля 2014 в 15.00 после масштабного расстрела мирных демонстрантов[8].
- Объявленная персоной нон — грата на территории самопровозглашенной Крымской республики[9].

## Благотворительная деятельность
С 2008 года является основателем Благотворительной организации "Благотворительный фонд «ЛАВ», который оказывает благотворительную помощь малообеспеченным, многодетным семьям и детским домам на территории Житомирской области.

## Семья
Замужем. Муж — Барсук Виктор Николаевич.
В семье воспитываются трое сыновей: Вячеслав, Андрей и Даниил.
Старший сын юрист по образованию, работает частным нотариусом.

## Награды и звания
В 2011 году присвоено почётное звание «Заслуженный юрист Украины».